# Rufí (poeta segle IV)
Rufí, en llatí Rufinus, fou un poeta romà el nom del qual apareix al costat d'un poema titular Pasiphces Fabula ex omnibus Metris Horatianis, que, com indica el títol, inclou un exemple de cadascun dels metres emprats per Horaci.
Fou publicat per primera vegada l'any 1579. L'autor és desconegut però probablement es tracta del gramàtic d'aquest nom nascut a Antioquia que va escriure De Metris Comicis, en part en prosa i en part en vers. Probablement va viure al segle iv, perquè cita Firmià, Gai Mari Victorí, Albinus i Donat.